# Qasimpur Power House Colony
Qasimpur Power House Colony là một thị trấn thống kê (census town) của quận Aligarh thuộc bang Uttar Pradesh, Ấn Độ.

## Nhân khẩu
Theo điều tra dân số năm 2001 của Ấn Độ, Qasimpur Power House Colony có dân số 13.754 người. Phái nam chiếm 53% tổng số dân và phái nữ chiếm 47%. Qasimpur Power House Colony có tỷ lệ 78% biết đọc biết viết, cao hơn tỷ lệ trung bình toàn quốc là 59,5%: tỷ lệ cho phái nam là 85%, và tỷ lệ cho phái nữ là 71%. Tại Qasimpur Power House Colony, 11% dân số nhỏ hơn 6 tuổi.